# Golehīn
Golehīn (persiska: گلهین) är en ort i Iran.   Den ligger i provinsen Östazarbaijan, i den nordvästra delen av landet, 400 km nordväst om huvudstaden Teheran. Golehīn ligger 1 684 meter över havet och antalet invånare är 197.
Terrängen runt Golehīn är kuperad västerut, men österut är den platt. Golehīn ligger nere i en dal.Runt Golehīn är det ganska glesbefolkat, med 39 invånare per kvadratkilometer. Närmaste större samhälle är Hashtrūd, 19,6 km söder om Golehīn. Trakten runt Golehīn består i huvudsak av gräsmarker.